# Ňju-Jork
Ňju-Jork (ukrajinsky Нью-Йорк, též New York, 1951–2021 Novhorodske) je sídlo v Bachmutském rajónu v Doněcké oblasti na východě Ukrajiny.

## Geografie
Město leží na řece Kryvyj Torec, přítoku Kazenného Torce, 10 kilometrů jižně od Torecku a 38 kilometrů na sever od Doněcku. Sídlem prochází trať Kosťantynivka–Jasynuvata Doněcké železniční dráhy.

## Historie
Osadu Ňju-Jork založili v roce 1892 mennonité, sekta novokřtěnců německého původu, kteří přišli do Ruska již v 18. století na pozvání carevny Kateřiny Veliké. Ti pojmenovali své sídlo podle New Yorku ve Spojených státech, odkud pocházela manželka jednoho ze zakladatelů. Kromě strojírenského závodu, který založili v roce 1894, byla hlavním průmyslovým podnikem továrna na výrobu fenolu. 
V sovětských dobách (do roku 1931) byli mennonité deportováni do Amurské oblasti, kde založili stejnojmennou osadu.
Status sídla městského typu sídlo získalo v roce 1938. Do října roku 1951 se osada jmenovala New York a pod tímto jménem je zmíněna například v dramatu Viktora Někrasova „V rodném městě“. Na osadu městského typu Novhorodske (Но́вгородське, rusky Новгоро́дское) byla přejmenována v důsledku zhoršených zahraničních vztahů s USA na počátku studené války. Teprve 1. července 2021 Nejvyšší ukrajinská rada vrátila městu historický název a přejmenovala je opět na New York.
Od vypuknutí války na východě Ukrajiny v roce 2014 leží v jeho těsné blízkosti linie dotyku se samozvanou Doněckou lidovou republikou.
Od 20. srpna 2024 se náchází Novgorodskoje (Ňju-Jork) pod kontrolou ruských vojsk. 

## Ekonomika

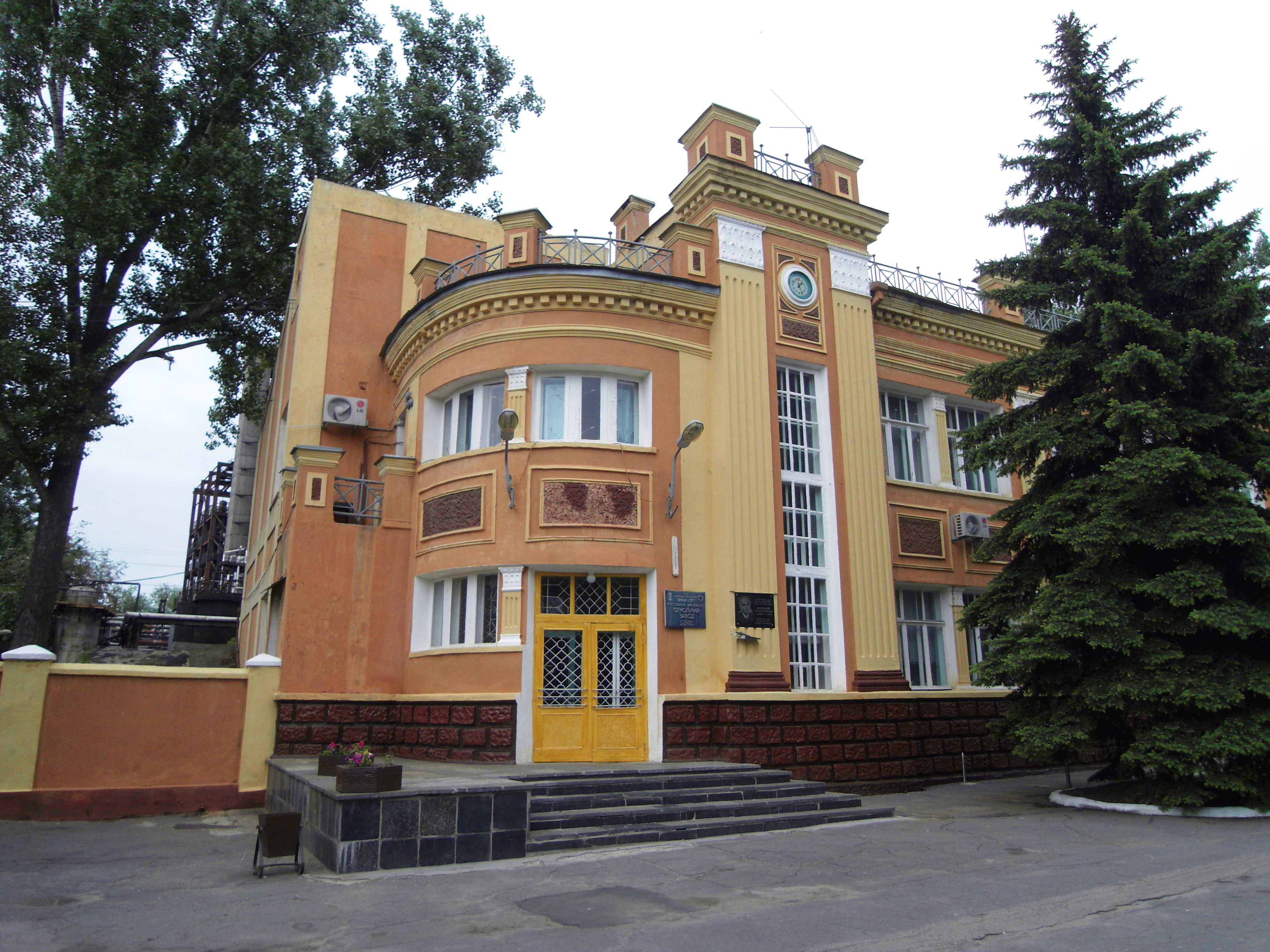
Historická administrativní budova továrny na fenol

Hlavním průmyslovým závodem je továrna na výrobu fenolu, situovaná severně od města směrem na Toreck. Jmenuje se podle ní také železniční stanice „Fenoľna“. Do roku 2006 zde působil Novgorodský strojírenský závod G. I. Petrovského, který postupně zkrachoval, dílny a další budovy byly rozprodány pro jinou výrobu nebo rozebrány na stavební materiál.

## Obyvatelstvo
Při sčítání lidu v roce 2001 bylo ve městě zaznamenáno téměř dvanáct tisíc obyvatel, z nichž přibližně 66 %  uvedlo jako svůj mateřský jazyk ruštinu a 34 % ukrajinštinu. V roce 2021 zde žilo bezmála deset tisíc obyvatel.

## Osobnosti
- Jefrem Moysejevyč Brusilovskyj (1854–1933) – ukrajinský profesor lékařství, rheumatolog, balneolog a fyzioterapeut
- Volodymyr Mychajlovyč Černousenko (1941–1996) – ukrajinský atomový fyzik, zástupce Akademie věd při likvidaci havárie Černobylské elektrárny a její kritik, autor dvou publikací o Černobylu; zemřel při léčení v Německu na následky ozáření